# Colfontaine
 (mars 2018).
Colfontaine est une commune francophone de Belgique située en Région wallonne dans la province de Hainaut. Colfontaine tire son nom de la forêt qui borde les trois villages composant la commune depuis la fusion des communes de 1977.
Elle fait partie de l'arrondissement de Mons et est située au cœur du Borinage.
Elle comptait, au 1er janvier 2024, 20 745 habitants, soit une densité de 1 509 habitants/km2.

## Géographie

### Sections de la commune
| # | Nom         | Superf. (km2) | Habitants (2020) | Habitants par km2 | Code INS |
| - | ----------- | ------------- | ---------------- | ----------------- | -------- |
| 1 | Wasmes      | 6,92          | 11 632           | 1 681             | 53082A   |
| 2 | Pâturages   | 6,26          | 8 127            | 1 298             | 53082B   |
| 3 | Warquignies | 0,56          | 978              | 1 735             | 53082C   |

## Démographie

### Démographie: Commune fusionnée
En tenant compte des anciennes communes entraînées dans la fusion de communes de 1977, on peut dresser l'évolution suivante :
Les chiffres des années 1831 à 1970 tiennent compte des chiffres des anciennes communes fusionnées.
- Source: DGS , de 1831 à 1981=recensements population; à partir de 1990 = nombre d'habitants chaque 1 janvier[1]

## Histoire
La commune tire son nom d'un seigneur de Fontaine-l'Évêque qui fut ordonné évêque de Cambrai en 1100 : Colart de Fontaine.
En 1850 l'historien géographe français Malte-Brun décrivait cette région comme étant dotée d'une puissance industrielle (calculée en chevaux-vapeur) supérieure à celle de toute la France, ceci en raison bien sûr du nombre de charbonnages et des moteurs gigantesques qui équipaient les puits d'extraction.
La Procession de la Pucelette fait partie des fêtes les plus importantes du Borinage et de la région montoise. Chaque lundi de la Pentecôte, à Wasmes (commune de Colfontaine) on organise une procession et un tour du village pour commémorer une ancienne légende.

## Armoiries
|  | Blason de Colfontaine Blasonnement : Parti, au 1 d’or à la demi-aigle de sable, armée et lampassée de gueules, mouvante de la partition, au 2 de sinople à trois pelles d’argent accompagnées en chef d’un huchet d’or, enbouchure à senestre. - Délibération communale : 25 octobre 1999 - Arrêté de l'exécutif de la communauté : 20 décembre 1999 |
|  | Drapeau de Colfontaine DC 25 octobre 1999 - AE 20 décembre 1999 |

## Politique et administration

### Conseil et collège communal 2024-2030
Ci-dessous, le tableau des résultats des élections communales de 2024.
| Parti | Parti           | Voix (2024) | Voix (2018) | % (2024) | % (2018) | +/-    | Sièges  | +/- | Collège |
| ----- | --------------- | ----------- | ----------- | -------- | -------- | ------ | ------- | --- | ------- |
|       | LES ENGAGÉS+    | 2.302       | -           | 21,38%   | -        | 0.0 %  | 6 / 27  | 6.0 | Non     |
|       | PS              | 5.755       | 6.053       | 53,46%   | 53,80%   | 0.34 % | 16 / 27 | 2.0 | Oui     |
|       | MR              | 1.946       | 1.172       | 18,08%   | 10,42%   | 7.66 % | 4 / 27  | 2.0 | Non     |
|       | Colfontaine.net | 762         | -           | 7,08%    | -        | 0.0 %  | 1 / 27  | 1.0 | Non     |
|       | LA DROITE       | -           | 322         | -        | 2,86%    | 0.0 %  | - / 27  | 0.0 | Non     |
|       | PP              | -           | 421         | -        | 3,74%    | 0.0 %  | - / 27  | 0.0 | Non     |
|       | Oxygène         | -           | 1.176       | -        | 10,45%   | 0.0 %  | - / 27  | 2.0 | Non     |
|       | C.PLUS          | -           | 2.107       | -        | 18,73%   | 0.0 %  | - / 27  | 5.0 | Non     |
| Total | Total           | 10 765      | 11 251      | 100 %    | 100 %    |        | 27      |     |         |

| Collège communal   |                    |    |
| ------------------ | ------------------ | -- |
| Bourgmestre        | Luciano D'Antonioi | PS |
| 1er Échevin        | Mathieu Messin     | PS |
| 2e Échevin         | Karim Mariage      | PS |
| 3e Échevin         | Francis Collette   | PS |
| 4e Échevin         | Giuseppe Livolsi   | PS |
| 5e Échevine        | Guiseppina Ninfa   | PS |
| Présidente du CPAS | Dalila Gallez      | PS |

### Jumelages
- Serradifalco (Italie) depuis 2004
- Caudry (France) depuis 1963

## Patrimoine et culture

### Culture

#### Cinéma
- La procession de la Pucelette (1926) d'Antoine Castille.
- Misère au Borinage (1933) de Henri Storck et Joris Ivens.
- La Vie passionnée de Vincent van Gogh (Lust for Life) (1956) de Vincente Minnelli.
- Papotages à Pâturages, de Richard Olivier (1990; réalisé pour la télévision).
- La Belgiq'kitsch, de Richard Olivier (réalisé pour la télévision en 1990), séquence tournée à Petit-Wasmes.
- Les Enfants du Borinage, lettre à Henri Storck (2000) de Patric Jean.

## Personnages célèbres

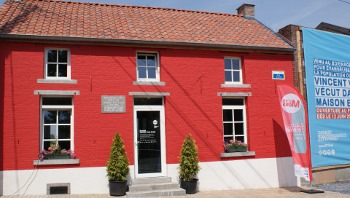
Vincent van Gogh - 1878 1879 - Wasmes - Maison du boulanger Denis - Angle Rue du Petit-Wasmes et Rue Wilson, rénovée et inaugurée en 2015

Parmi les célèbres hôtes du village de Wasmes on peut compter Vincent van Gogh qui y exerça la fonction de prédicateur évangéliste de l'Église protestante. Il descendit dans la mine à 700 mètres au puits B du Charbonnage de Marcasse, il séjourna quelques semaines à la rue de l'Eglise à Pâturages
- Valentin Van Hassel né à Pâturages le 10 septembre 1852 et mort dans le même lieu le 9 janvier 1938, est un médecin, hygiéniste et écrivain.
- Achille Delattre, homme politique, né à Pâturages le 24 aout 1879 et décédé à Baudour 13 juillet 1964.
- Jules Mahieu (né à Wasmes le 27 mars 1897 et mort à La Brigue le 21 juillet 1968) est un prêtre et militant wallon.
- Armand Simon (né à Pâturages le 3 mars 1906 et mort à Frameries le 15 juin 1981) est un dessinateur surréaliste.
- Marcel Busieau (né à Wasmes le 31 aout 1914 et mort à Boussu 3 aout 1995) est un homme politique.
- Louis Savary, né à Wasmes le 27 août 1938, est un scénariste de bande dessinée.